# Décennie 1860 en arts plastiques
Chronologie des arts plastiques
Années 1850 - Années 1860 - Années 1870
Cet article concerne les années 1860 en arts plastiques.

## Événements
- 1861-1862 : Gustave Doré effectue un voyage en Espagne avec le baron Jean Charles Davillier pour le compte du journal Le Tour du monde qui lui permet de se documenter en vue de son Don Quichotte (1863). Des publications périodiques de 1862 à 1867 est tiré un livre, Voyage en Espagne, de Charles Davillier avec 309 gravures sur bois de Doré, publié en 1874[1]. Les planches sur les combats de taureaux sont republiées ultérieurement sous le titre La Tauromachie de Gustave Doré.
- 15 mai 1863  : ouverture au Palais de l'Industrie du Salon des refusés, après que 2 883 sur 5 000  aient été refusés par le jury du salon officiel (Pissarro, Jongkind, Manet, Whistler…)[2]. Le Déjeuner sur l'herbe de Manet fait scandale[3].
- 9 novembre 1863 : démission de treize élèves de l’Académie russe des beaux-arts de Saint-Pétersbourg, conduits par le peintre Kramskoï pour protester contre un sujet trop académique. Fondation de « l’artel des artistes »[4].

## Réalisations
- 1860 :
  - Le Semeur, toile de Millet[5].
  - Le Chanteur espagnol[6] et Portrait de M. et Mme Auguste Manet[7], toiles d'Edouard Manet.
- 31 juillet 1861 : Eugène Delacroix dévoile sa fresque La Lutte de Jacob avec l'Ange commandée en avril 1849[8].
- 1861 : L'Enfant à l'épée et La Nymphe surprise[9], toiles d'Edouard Manet.
- Vers 1861 : Degas réalise quatre portraits de Manet à l'eau-forte[10].
- 1862 :
  - Ingres achève Le Bain turc, toile commencée en 1859[11].
  - Lola de Valence[12], Mlle V. en costume d'espada[13], La Musique aux Tuileries[14], Le Vieux Musicien[15] et La Chanteuse de rue[16], toiles d'Édouard Manet.
  - La Naissance de Vénus, toile d'Amaury-Duval[17].
- Vers 1862-1864 : Le Wagon de troisième classe, peinture de Daumier[18].
- 1863 :
  - Édouard Manet peint Olympia ; l’œuvre provoque un scandale au Salon de 1865[19].
  - Sur la plage à Trouville, toile d'Eugène Boudin. Sur 11 tableaux exposés par le peintre de 1864 à 1869, 9 représentent la plage ou la jetée de Trouville[20].
- 1864 :
  - Souvenir de Mortefontaine de Corot, est exposé au Salon[21].
  - Œdipe et le Sphinx de Gustave Moreau[22].
  - Hommage à Delacroix, de Henri Fantin-Latour[23].
  - Édouard Manet expose au Salon un tableau intitulé Épisode d’une course de taureaux, œuvre vivement critiquée puis découpée par l'artiste en deux toiles, L'Homme mort[24] et La Corrida[25].
  - Le Combat du Kearsarge et de l'Alabama[26], toile d'Édouard Manet.
- 1864-1865 : le graveur français Gustave Doré travaille aux illustrations d'une Bible (en) (dite Bible de Tours)  et à celles du Capitaine Fracasse de Théophile Gautier, publiées en 1866[27].
- Vers 1864-1870 : Beata Beatrix, toile de Dante Gabriel Rossetti[28].
- 1865 :
  - Convoi funèbre, peinture de Vasily Perov[29].
  - La Lecture, toile d'Édouard Manet[30].
  - Orphée de Gustave Moreau[31].
- Vers 1865 : Ville d’Avray, toile de Corot[32].
- 1865-1866 :
  - Corrida : la mort du taureau[33] et Combat de taureau[34], toiles d'Édouard Manet.
  - Claude Monet peint Le Déjeuner sur l'herbe, fragmenté[35].
- 1866 :
  - Gustave Courbet peint L'Origine du monde[36], La Femme au perroquet[37] et Le sommeil[38].
  - Les Courses à Longchamp[39], La Femme au perroquet[40] et Le Fifre[41], toiles d'Édouard Manet.
  - Femmes au jardin, toile de Claude Monet[42].
  - Le Cercle de la rue Royale, toile de James Tissot[43].
- 1866-1867 : Le Matador saluant, toile d'Édouard Manet[44].
- 1867 :
  - Les Bulles de savon, toile d'Édouard Manet[45].
  - Frédéric Bazille peignant à son chevalet[46], Lise à l'ombrelle[47], toiles d'Auguste Renoir.
  - Régates à Sainte-Adresse[48], Terrasse à Sainte-Adresse[49], toiles de Claude Monet.
- 1867-1868 :  Portrait de mademoiselle Fiocre dans le ballet « La Source » de Degas[50].
- 1868 :
  - Suzanne Manet à son piano, toile d'Édouard Manet[51].
  - The Peacemakers peinture de George Peter Alexander Healy[52].
  - Le Déjeuner dans l'atelier[53], Portrait d'Émile Zola[54], toiles d'Édouard Manet.
  - Les Fiancés - Le Ménage Sisley et En été, la Bohémienne[55], toiles d'Auguste Renoir[56].
- 1868-1869 :Le Balcon[57] et L'Exécution de Maximilien[58], toiles d'Édouard Manet.
- Vers 1868-1872 : Le Départ du vapeur de Folkestone, toile d'Édouard Manet[59].
- 1869 : Clair de lune sur le port de Boulogne, toile d'Édouard Manet[60]

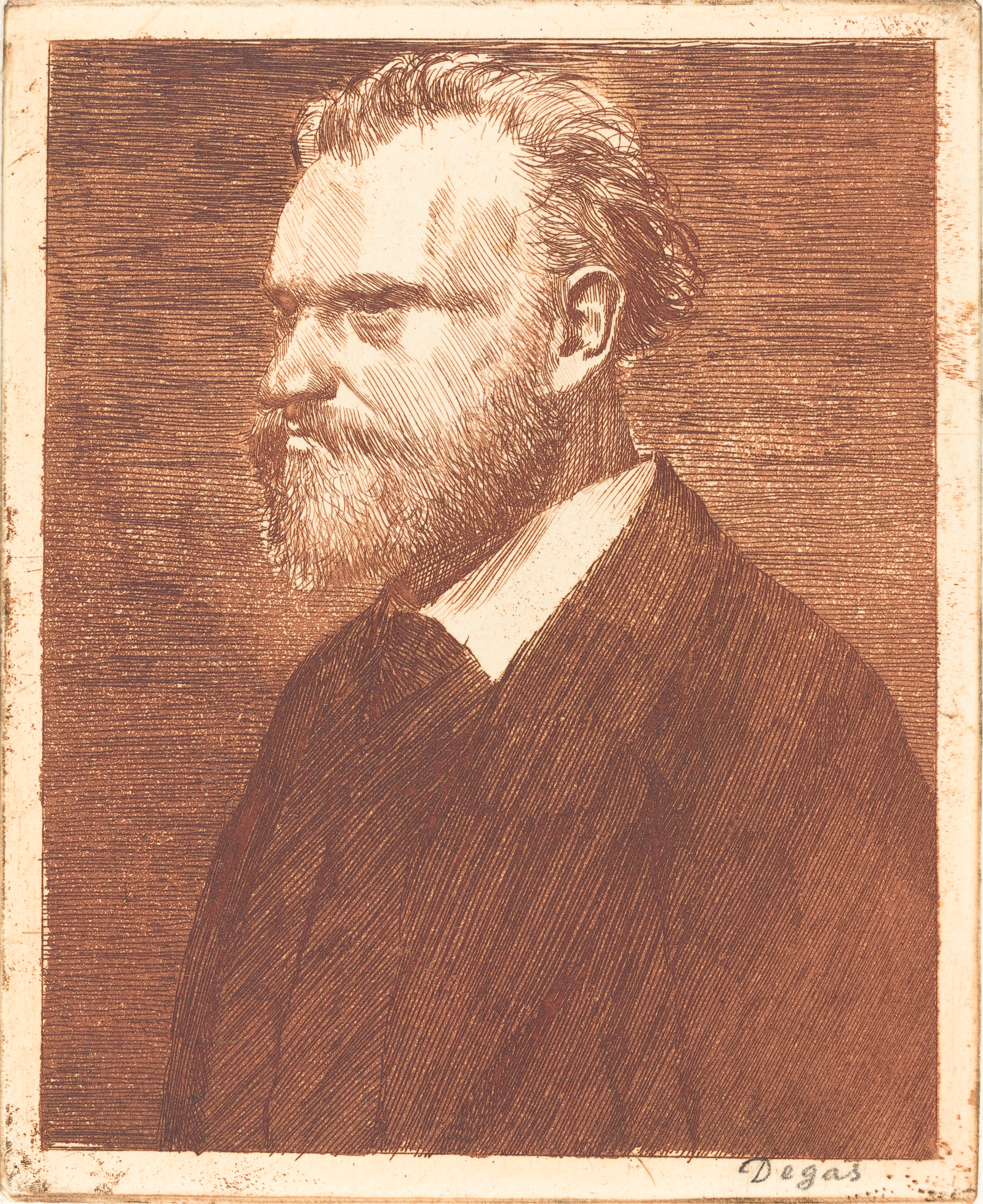
Manet en buste, Edgar Degas.
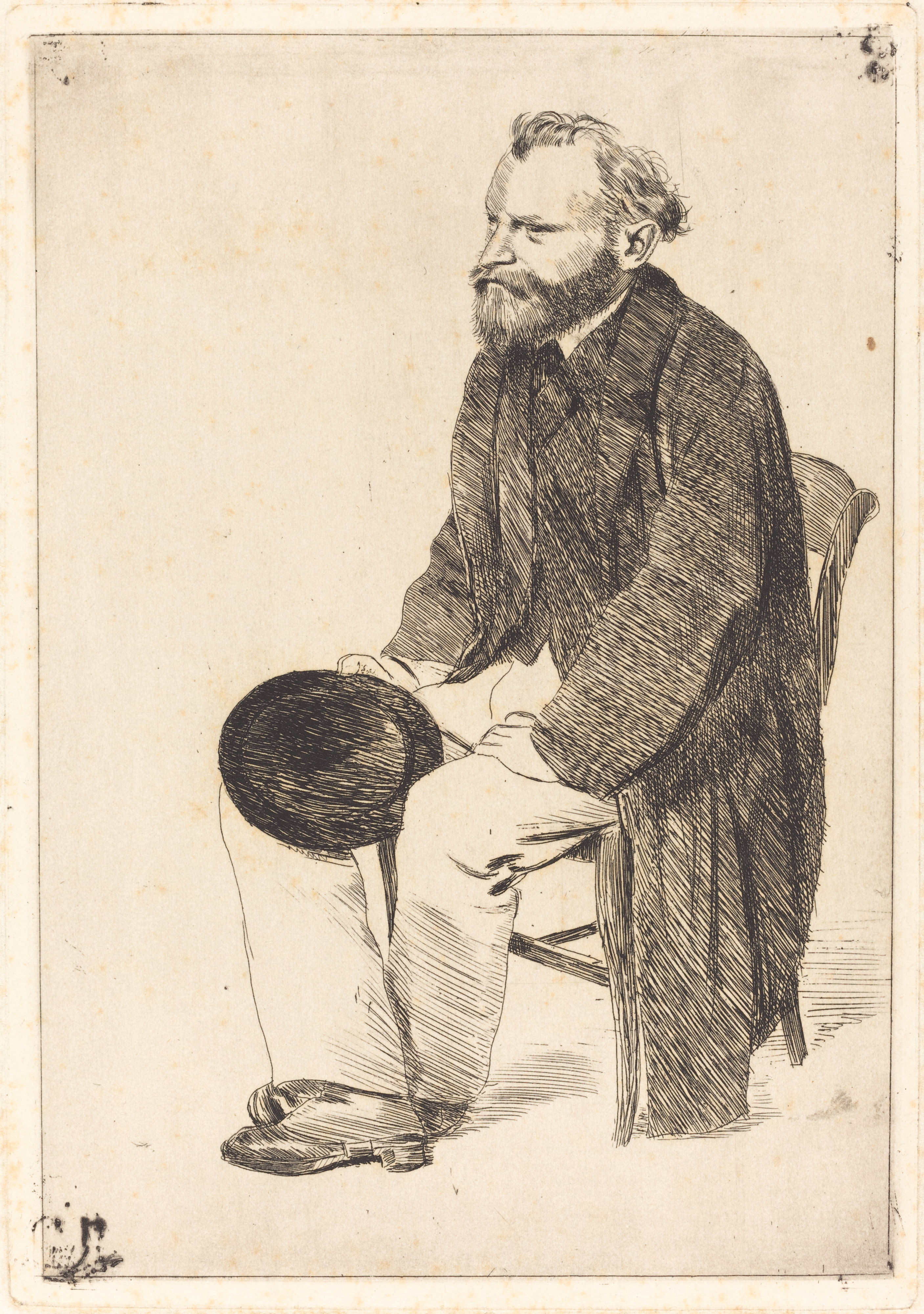
Manet assis, tourné à gauche, Edgar Degas.
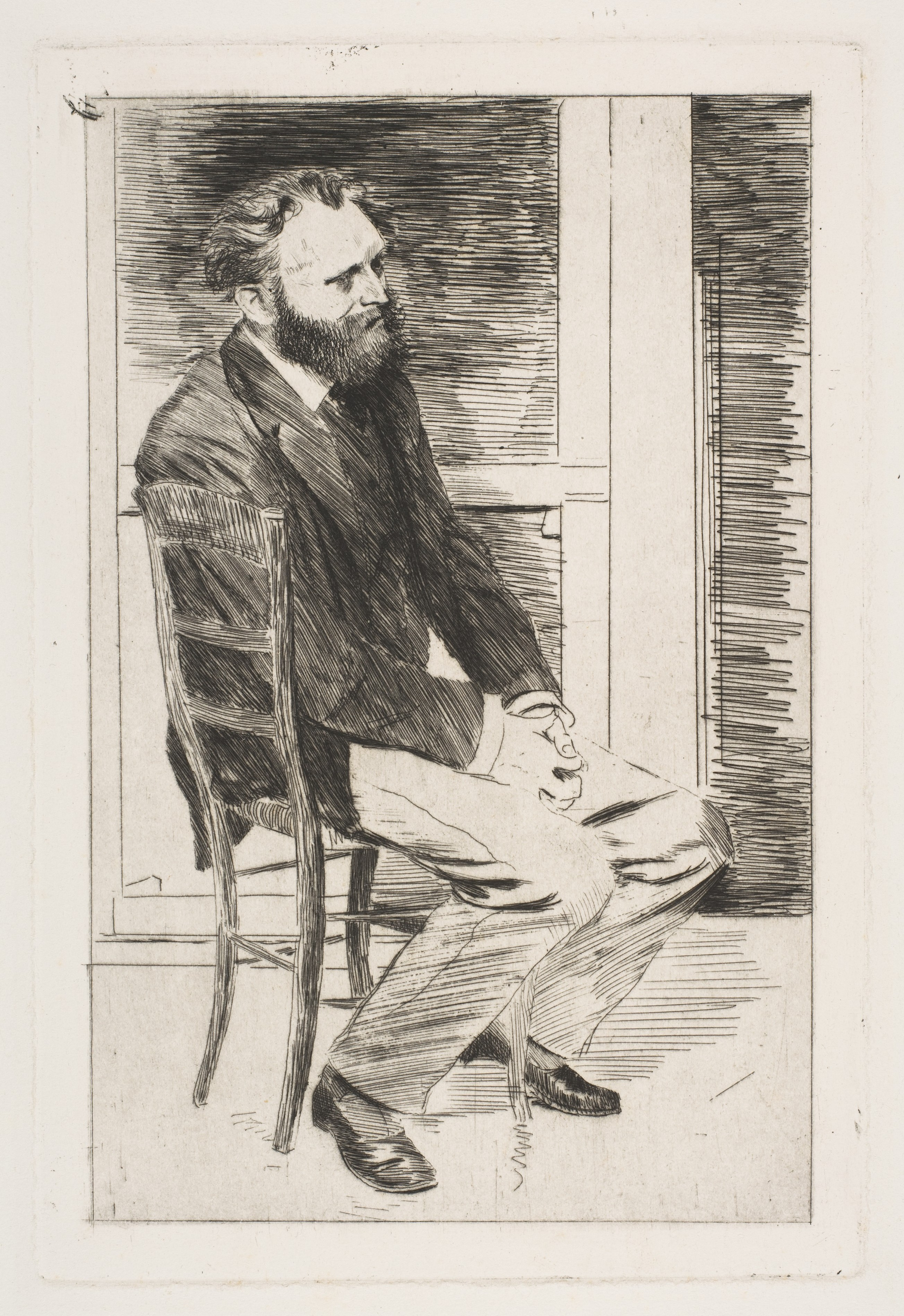
Manet assis, tourné à droite, Edgar Degas.
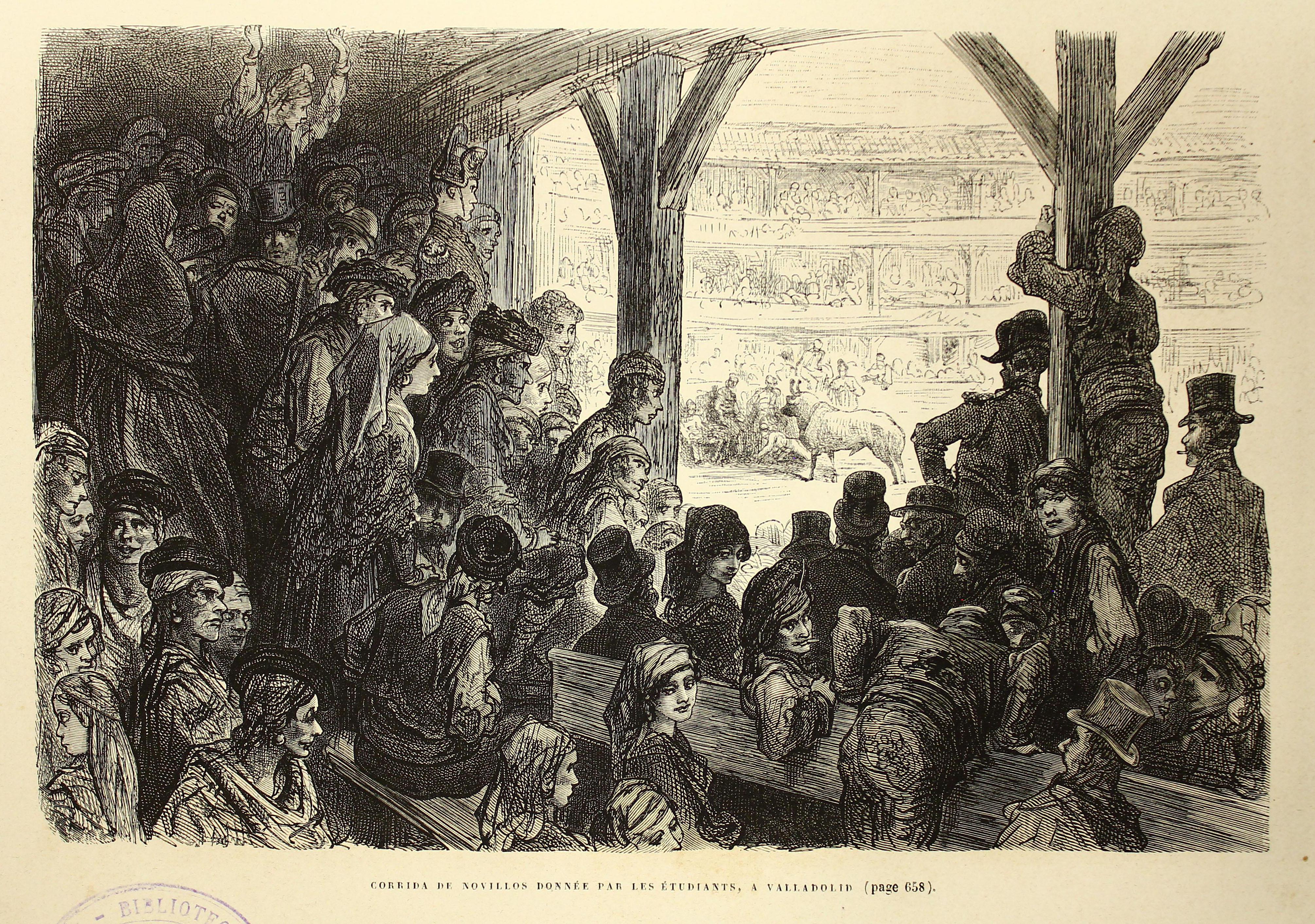
Corrida de novillos donnée par les étudiants, a Valladolid, Gustave Doré.
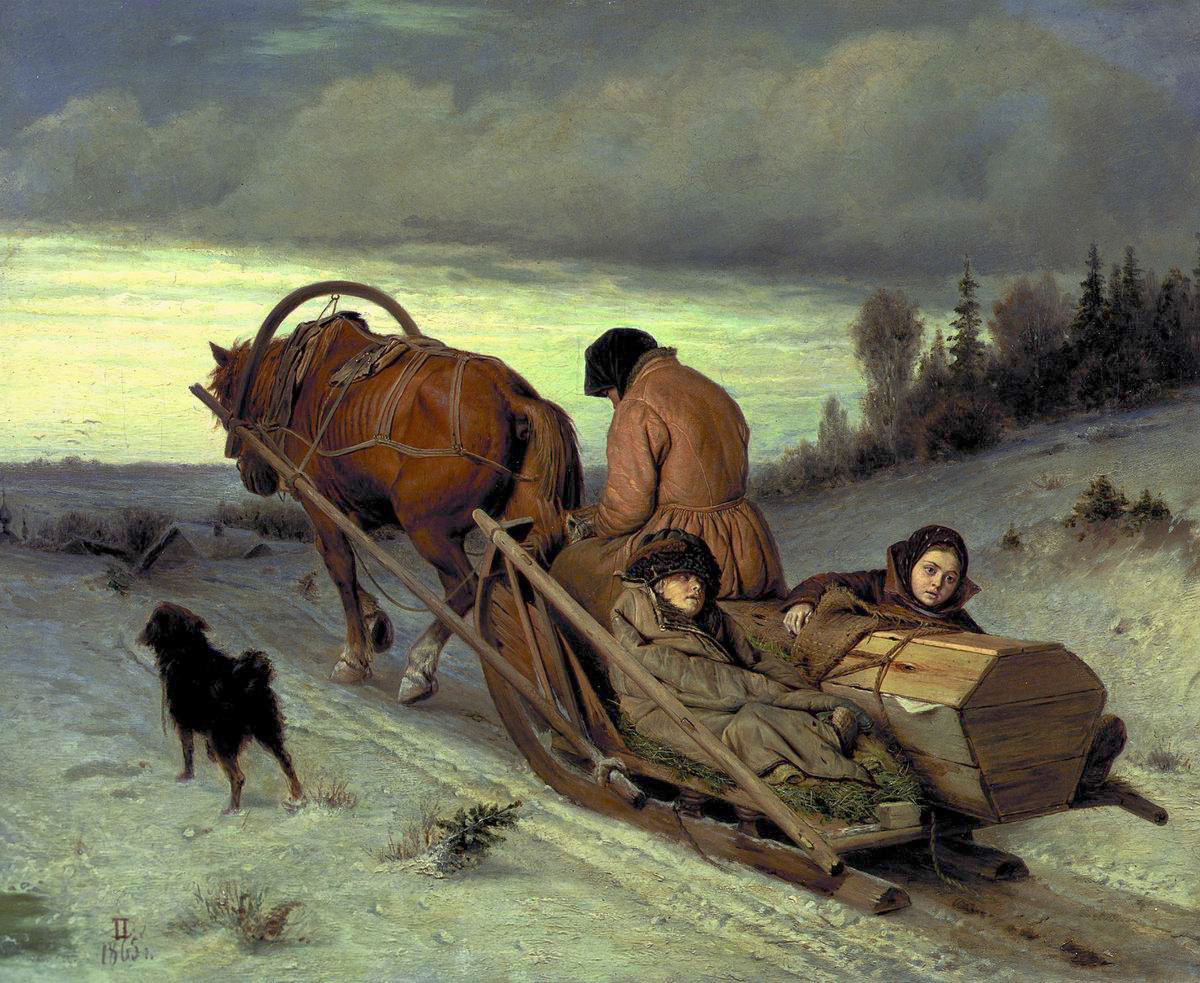
Convoi funèbre, Vasily Perov.
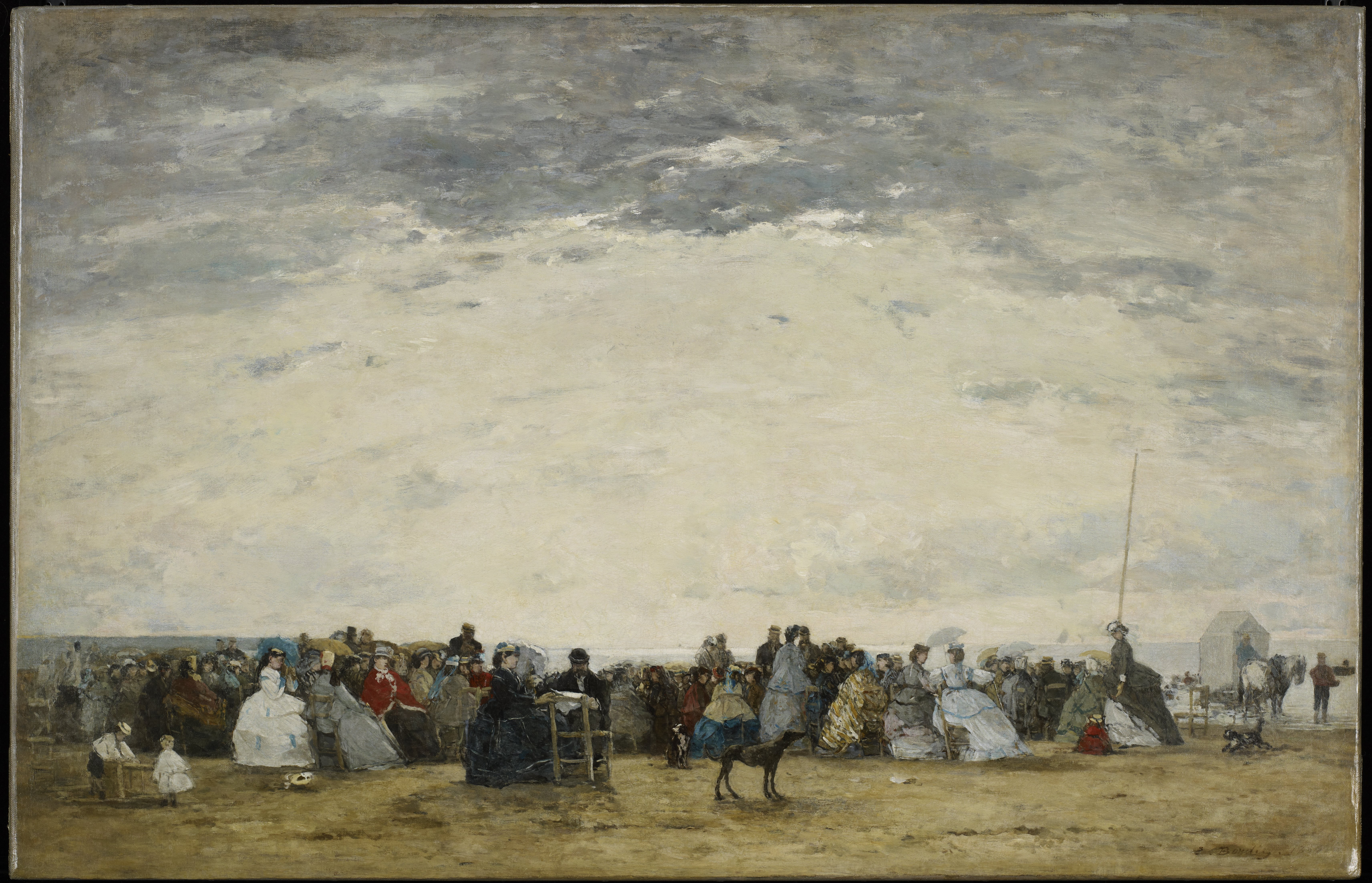
Vacanciers sur la plage de Trouville, Eugène Boudin.